# Металургійний завод в Окленді
Металургійний завод в Окленді – виробничий майданчик на півночі Нової Зеландії, в районі Отахуху, що належить до найбільшого міста країни Окленду. Станом на середину 2020-х єдине підприємство країни, що випускає сортовий прокат. 
Рішення про будівництво заводу, що переробляв би брухт та випускав будівельну арматуру, прийняли в 1959 році. В 1963-му компанія Fletcher & Industrial Metals ввела в дію металургійний майданчик в Окленді, який в подальшому пройшов через кілька етапів розширення. Так, відомо, що в 1968-му йшло будівництво нового прокатного стану і що до 1970-х майданчик вийшов на потужність у 100 тисяч тонн на рік. Відносно технології можливо відзначити наявність у складі основного виробничого обладнання електродугової сталеплавильної печі. 
В 2015-му завод придбала компанія BlueScope, що має металургійний комбінат у Гленбруці (дещо південніше Окленду). Після цього сталеплавильний переділ зупинили, а прокатний переділ перевели на роботу з сортовою заготовкою, яку постачають з Гленбруку.
Станом на 2020-й завод міг випускати 250 тисяч тонн будівельної арматури та котанки на рік.